# Odmładzanie twarzy
Odmładzanie twarzy to zestaw zabiegów kosmetycznych, których celem jest odmłodzenie wyglądu twarzy. W celu odmłodzenia wyglądu twarzy zabieg często łączony jest z innymi procedurami takimi jak: korekcja powiek, lifting czoła, czy zastosowanie różnego rodzaju wypełniaczy. Pod wpływem naturalnych procesów starzenia się wygląd twarzy ulega zmianie, skóra staje się coraz mniej elastyczna, a zmarszczki bardziej widoczne.

## Kandydat do zabiegu
Zabieg cieszy się większym powodzeniem wśród płci żeńskiej. Najlepszymi kandydatkami do zabiegu są kobiety z opadającymi powiekami, u których pojawiają się widoczne kurze łapki oraz widać wyraźnie oznaki starzenia się, tj. zmarszczki wokół ust, zwiotczała skóra oraz zmieniony kontur kości twarzy.

## Bezpieczeństwo zabiegu
Zabieg odmładzania twarzy zaliczany jest do bezpiecznych zabiegów, jednak nigdy nie da się wyeliminować ryzyka wystąpienia powikłań. Mogą wystąpić widoczne blizny, operowana okolica twarzy może mieć zaburzenia czucia, mogą występować krwiaki oraz infekcje.

## Przygotowania do zabiegu
Przed zabiegiem twarz pokryta jest specjalnymi kremami, balsamami lub żelami, czynność ta jest powtarzana nawet przez kilka tygodni przed planowanym zabiegiem. Już na kilka tygodni przed zabiegiem zalecane jest zaprzestanie palenia tytoniu oraz przyjmowania środków mogących wpłynąć na zaburzenia krzepnięcia krwi, tj. aspiryna.

## Przebieg zabiegu
To jak wygląda przebieg zabiegu uzależnione jest od wielu indywidualnych czynników pacjenta. Odmładzanie twarzy uwzględnia takie procedury jak:

### Lifting twarzy
Wygląd twarzy poprawiana jest poprzez pozbycie się nadmiaru skóry oraz tkanki tłuszczowej. W ten sposób poprawie ulega jędrności i napięcie skóry twarzy.

### Lifting czoła
Zabieg ten ma na celu wygładzenie zmarszczek w okolicy czoła, brwi i między oczami.

### Korekcja powiek
Poprzez pozbycie się nadmiary skóry i tkanki tłuszczowej z powiek podkreślony zostaje wygląd oczu, a twarzy tym samym zyskuje młodszy wygląd.

### Przeszczep własnej tkanki tłuszczowej
Poprzez zabieg liposukcji pobierana jest tkanka tłuszczowa z miejsc gdzie jest jej zbyt wiele, a następnie odpowiednio przygotowana i podana poprzez iniekcje w okolice twarzy w celu wygładzenia zmarszczek.

### Implanty twarzy
Poprzez umieszczenie implantów w okolice twarzy, korygowany jest kształt oraz kontury twarzy.

### Wypełniacze
Podawane są poprzez iniekcje, stosowanie wypełniaczy takich jak kwas hialuronowy, botoks czy osocze bogatopłytkowe pomaga zlikwidować zmarszczki przez co twarz zyskuje młodszy wygląd. Minusem wypełniaczy jest potrzeba cyklicznego powtarzania zabiegu w celu podtrzymania efektu.

### Pellevé™
Skórę twarzy można wygładzić wykorzystując do tego celu energie fal radiowych. Wytwarzane przy pomocy fal radiowych ciepło stymuluje produkcje Kolagenu i elastyny.

## Rekonwalescencja
To jak przebiegać będzie powrót do zdrowia zależy od tego jakie procedury zostają wykonane. Twarz można odmłodzić wykonując jeden zabieg lub kilka zabiegów w tym samym czasie.  W przypadku wielu procedur na twarzy mogą pojawić się siniaki i opuchlizna. Jednak są to przypadłości tymczasowe, które ustępują po ok. 10 dniach od zabiegu. Mimo że efekty zabiegu są trwałe to jednak skóra nadal podlega procesowi starzenia.